# Partito Samoano per lo Sviluppo Nazionale
Il Partito Samoano per lo Sviluppo Nazionale (in inglese Samoan National Development Party; SNDP) è stato un partito politico samoano, attivo dal 1988 al 2001.
Nell'aprile del 1988 viene accorpato da una scissione del partito Partito Democratico Cristiano (CDP).

## Risultati elettorali
| Elezione          | Voti   | Seggi   |
| ----------------- | ------ | ------- |
| Parlamentari 1991 | [ 1 ]  | 16 / 47 |
| Parlamentari 1996 | 17 586 | 11 / 49 |
| Parlamentari 2001 | 17 966 | 13 / 49 |